# Striern
Striern är en sjö i Kinda kommun i Östergötland och ingår i Motala ströms huvudavrinningsområde. Sjön har en area på 1,12 kvadratkilometer och ligger 87 meter över havet. Vid sjöns norra sida ligger kyrkbyn Kättilstad med Kättilstads kyrka. Vid sjöns västra sida finns Hägerstads socken med Hägerstads kyrka och Hägerstads gamla kyrka.

## Delavrinningsområde
Striern ingår i det delavrinningsområde (644028-149865) som SMHI kallar för Utloppet av Striern. Medelhöjden är 113 meter över havet och ytan är 10,71 kvadratkilometer. Det finns inga avrinningsområden uppströms utan avrinningsområdet är högsta punkten. Vattendraget som avvattnar avrinningsområdet har biflödesordning 4, vilket innebär att vattnet flödar genom totalt 4 vattendrag innan det når havet efter 136 kilometer. Avrinningsområdet består mestadels av skog (41 procent) och jordbruk (37 procent). Avrinningsområdet har 1,11 kvadratkilometer vattenytor vilket ger det en sjöprocent på 10,4 procent.